# Ščip (Luna)
Polna luna ali ščip je lunina faza v času, ko se zdi, da je Luna popolnoma osvetljena iz Zemljine perspektive. To se zgodi, ko se Zemlja nahaja med Luno in Soncem (natančneje, ko se ekliptični dolžini Sonca in Lune razlikujeta za 180°). To pomeni, da je lunina bližnja in znana stran obrnjena popolnoma proti Soncu in je torej vsa polobla osvetljena. Polna luna nastopi po navadi enkrat na mesec.
Čas med prvim ščipom in naslednjim ščipom se imenuje sinodski mesec ali lunacija, ki povprečno traja okoli 29,53 dni. Torej v luninih koledarjih polna luna vedno pade na 14. ali na 15. dan v mesecu. Ker koledarski mesec sestavljajo celi dnevi, je lahko dolg 29 ali pa 30 dni.

## Značilnosti
Polna luna se pogosto zameša z dogodkom, ki se odvija celo noč (da polna luna traja celo noč). A to je nepravilno, saj se njena faza venomer spreminja (a prepočasi, da bi lahko to zaznali s prostim očesom). Po definiciji se maksimalna osvetljenost zgodi, ko se ustavi naraščanje. A ta dogodek vidi le polovica sveta, kjer je Luna ravno nad obzorjem. Ponekod se polna luna zgodi pod obzorjem.
Veliko almanahov ne poda le datuma polne lune, ampak tudi njen natančen čas, po navadi v univerzalnem koordinatnem času (UTC). Tipični mesečni koledarji, ki vključijo tudi lunine faze, lahko odstopajo za en dan, če so se ravnali po drugem časovnem pasu.
V bistvu je polna luna skoraj najslabši čas za astronomska opazovanja, ker izginejo sence. To je tudi čas slabega opazovanja ostalih stvari na nebu, saj je lunina svetloba tako svetla, da popolnoma presije veliko zvezd.
12. decembra 2008 je bila polna luna bližje Zemlji, kot ji je bila kadarkoli v prejšnjih 15 letih. V popularnih medijih se jo je imenovalo superluna.
19. marca 2011 se je zgodila še druga "superluna", še bližje Zemlji kot v prejšnjih 18 letih.
14. novembra 2016 pa se je zgodila še ena "superluna". Sedaj je bila Zemlji bližje kot kadarkoli v prejšnjih 68 letih.

### Formula
Iz spodnje enačbe se lahko izračuna datum in približen čas za določeno polno luno (če predpostavimo krožno orbito):
{\displaystyle d=20,362000+29,530588861\times N+102,026\times 10^{-12}\times N^{2}}
kjer je d število dni od 1. januarja 2000 00:00:00 v zemeljskem času, ki se uporablja za astronomske efemeride; za univerzalni čas (UT) dodaj naslednji približek popravka d:
{\displaystyle -0,000739-(235\times 10^{-12})\times N^{2}} dni
kjer je N število polnih lun od prve polne lune leta 2000. Pravi čas polne lune se lahko razlikuje od tega popravka do 14,5 ur. To je zaradi (še to ne) eliptične Lunine tirnice. Glej mlaj za razlago formule in parametrov.
Starost in navidezna velikost polne lune se spreminja v ciklu 14 sinodskih mesecev, ki se imenuje tudi cikel polne lune.

### Lunini mrki
Ko se Luna pomakne v Zemljino senco, se zgodi lunin mrk, med katerim se del ali cela Luna prebarva v rdečkasti odtenek. Pojav nastane zaradi Rayleighovega sipanja modrih valovnih dolžin in refrakcije sončeve svetlobe skozi Zemljino atmosfero. Lunin mrki se zgodijo le okoli polne lune in blizu točk na njeni orbiti, kjer gre lahko satelit skozi planetovo senco. Lunin mrk se ne zgodi vsak mesec, ker je  lunina orbita nagnjena za 5,14° glede na ekliptiko. To pomeni, da Luna po navadi prečka sever ali jug Zemljine sence. Lunini mrki se zgodijo le okoli vozla orbite (dvižnega ali padnega). Torej se lunin mrk zgodi na vsakih šest mesecev in po navadi dva tedna pred ali po sončevem mrku, ki se zgodi med mlajem okoli nasprotnega vozla.